# NGC 6759
NGC 6759 је спирална галаксија у сазвежђу Змај која се налази на NGC листи објеката дубоког неба.
Деклинација објекта је + 50° 20' 54" а ректасцензија 19h 6m 57,0s. Привидна величина (магнитуда) објекта NGC 6759 износи 14,3 а фотографска магнитуда 15,1. NGC 6759 је још познат и под ознакама MCG 8-35-2, CGCG 256-6, PGC 62779.